# Юбилейная медаль «60 лет освобождения Украины от фашистских захватчиков»
Юбилейная медаль «60 лет освобождения Украины от фашистских захватчиков» (укр. ювілейна медаль «60 років визволення України від фашистських загарбників») — знак отличия президента Украины — государственная награда Украины для награждения участников боевых действий в период Великой Отечественной войны 1941—1945 годов, учреждённая в ознаменование 60-й годовщины освобождения Украины от фашистских захватчиков.

## История награды
Знак отличия президента Украины — юбилейная медаль «60 лет освобождения Украины от фашистских захватчиков» учреждён Указом президента Украины Л. Д. Кучмы 17 сентября 2004 года.

## Положение о юбилейной медали
Знаком отличия президента Украины — юбилейной медалью «60 лет освобождения Украины от фашистских захватчиков» награждаются участники боевых действий в период Великой Отечественной войны 1941—1945 годов.
Награждение и вручение юбилейной медали производится от имени президента Украины центральными органами исполнительной власти, Советом министров Автономной Республики Крым, областными, Киевской и Севастопольской городскими государственными администрациями.
Вручение юбилейной медали гражданам других государств осуществляется Министерством иностранных дел Украины.
Основанием для включения в список для вручения юбилейной медали являются документы, которые в соответствии с законодательством подтверждают статус лица — участника боевых действий или инвалида Великой Отечественной войны 1941—1945 годов.

## Описание награды
Знак отличия президента Украины — юбилейная медаль «60 лет освобождения Украины от фашистских захватчиков» изготовляется из латуни и имеет форму круга диаметром 32 мм. На лицевой стороне — изображение воина-освободителя, которого приветствует цветами девушка, на фоне памятника Богдану Хмельницкому в городе Киеве и праздничного салюта. В левой части медали — изображение башен Софийского собора и надпись «1944—2004».
На оборотной стороне медали — надпись «60 років визволення України від фашистських загарбників» в пять рядов и изображение лавровой ветви, перевитой георгиевской лентой. Все изображения и надписи рельефные. Медаль обрамлена бортиком.
Медаль с помощью кольца с ушком соединяется с прямоугольной колодкой, обтянутой лентой. На обратной стороне колодки — застежка для прикрепления медали к одежде.
Лента юбилейной медали шёлковая муаровая малинового цвета, с левой стороны с двумя полосками синего и жёлтого цветов, с правой — двумя полосками чёрного и одной оранжевого цветов. Ширина ленты — 24 мм, ширина полосок — по 2 мм каждая.
Планка юбилейной медали представляет собой прямоугольную металлическую пластинку, обтянутую соответствующей лентой. Размер планки: высота — 12 мм, ширина — 24 мм.
Медаль была разработана заместителем руководителя Управления государственных наград и геральдики администрации президента Украины Виктором Бузало.

## Порядок ношения
Знак отличия президента Украины — юбилейная медаль «60 лет освобождения Украины от фашистских захватчиков» носится на левой стороне груди после знака отличия президента Украины — медали «За труд и победу».